# Love & History
LOVE & HISTORY – czwarty singel japońskiej piosenkarki Nany Mizuki, wydany 1 maja 2002. Utwór tytułowy wykorzystano jako piosenkę przewodnią gry Generation of Chaos na PS2. Singel osiągnął 49 pozycję w rankingu Oricon, sprzedał się w nakładzie 5 260 egzemplarzy.

## Lista utworów
| Nr | Tytuł                             | Słowa          | Kompozycja      | Aranżacja       | Czas |
| -- | --------------------------------- | -------------- | --------------- | --------------- | ---- |
| 1. | "LOVE & HISTORY"                  | Chokkyu Murano | Ataru Sumiyoshi | Nobuhiro Makino | 4:34 |
| 2. | "Summer Sweet"                    | Chokkyu Murano | Takeshi         | Nobuhiro Makino | 4:56 |
| 3. | "LOVE & HISTORY" (Vocalless Ver.) |                | Ataru Sumiyoshi | Nobuhiro Makino | 4:34 |
| 4. | "Summer Sweet" (Vocalless Ver.)   |                | Takeshi         | Nobuhiro Makino | 4:56 |

## Notowania
| Lista                       | Pozycja |
| --------------------------- | ------- |
| Oricon Weekly Singles Chart | 49      |
| CDTV                        | 66      |